# Luis Pasamontes
Luis Pasamontes Rodríguez (* 2. Oktober 1979 in Oviedo, Spanien) ist ein ehemaliger spanischer Radrennfahrer.
Nachdem Pasamontes 2002 die Gesamtwertung begann der Vuelta a Toledo fuhr er ab 2003 bei Relax-GAM Fuenlabrada und gewann 2004 das Eintagesrennen Memorial Manuel Galera. Zur Saison 2006 wechselte er zu Unibet.com, für das er 2007 eine Etappe der Tour de Wallonie gewann. Von 2008 an fuhr er für das ProTeam Caisse d’Epargne, bei dessen Continental Team er 2012 seine Karriere beendete.

## Erfolge
2002
- Gesamtwertung Vuelta a Toledo

2004
- Memorial Manuel Galera

2007
- eine Etappe Tour de Wallonie

## Grand-Tour-Platzierungen
| Grand Tour            | 2004 | 2005 | 2006 | 2007 | 2008 | 2009 | 2010 | 2011 |
| --------------------- | ---- | ---- | ---- | ---- | ---- | ---- | ---- | ---- |
| Giro d’ItaliaGiro     | –    | –    | –    | –    | –    | –    | –    | 51   |
| Tour de FranceTour    | –    | –    | –    | –    | –    | 39   | –    | –    |
| Vuelta a EspañaVuelta | 20   | 28   | –    | –    | 35   | –    | 47   | –    |